# Free (album Iggy’ego Popa)
Free – osiemnasty solowy album Iggy’ego Popa.

## Lista utworów
1. „Free” (sł. Iggy Pop, muz. Noveller, Leron Thomas)
2. „Loves Missing” (sł. Iggy Pop, muz. Leron Thomas)
3. „Sonali” (sł. Ruby Sylvain, muz. Leron Thomas)
4. „James Bond” (sł. i muz. Leron Thomas)
5. „Dirty Sanchez” (sł. i muz. Leron Thomas)
6. „Glow in the Dark” (sł. i muz. Leron Thomas)
7. „Page” (sł. i muz. Leron Thomas)
8. „We Are The People” (sł. Lou Reed, muz. Leron Thomas)
9. „Do Not Go Gentle Into That Good Night” (sł. Dylan Thomas, muz. Noveller)
10. „The Dawn” (sł. Iggy Pop, muz. Leron Thomas)